# Piercia lightfooti
Piercia lightfooti là một loài bướm đêm trong họ Geometridae.